# 山口もえ
山口 もえ（やまぐち もえ、本名：田中 もえ〈旧姓:山口〉、1977年〈昭和52年〉6月11日 - ）は、日本のタレント、女優。東京都台東区出身。スターダストプロモーション所属。血液型はAB型。

## 略歴
- 1977年（昭和52年）6月11日 - 元浅草の大手仏壇店[要出典]「翠雲堂」を営む山口家の3人姉妹の次女として生まれる。
- 1985年（昭和60年） - 7歳から16歳まで、クラシック・バレエを習う。
- 1990年（平成2年）4月 - 成城学園中学校高等学校に入学、在学中は合唱部や剣道部に所属。
- 1995年（平成7年） - 17歳の時に、ダンス教室でレッスンを受けようとして間違えて芸能事務所のスターダストプロモーションの門を叩いたところ、普段は事務所に不在である社長にたまたま面会することになり「芸能界に興味がないなら無料でダンスのレッスンを受けてもいいですよ」と言われ所属が決まる[1]。
- 1995年（平成7年） - 4月 - 9月の期間にフジテレビで平日に東京都渋谷区の渋谷公園通り劇場から生放送されていた『今田耕司のシブヤ系うらりんご』（フジテレビ）に出演し、番組内で「うらりんギャル」としてデビュー。
- 1998年（平成10年）9月 - 写真集『moe?』（ぶんか社）発売。
- 1999年（平成11年） - この年から放送されたドラッグストア・マツモトキヨシのCM「なんでも欲しがるマミちゃんは」に、マミちゃん役で出演。
- 2000年（平成12年）1月 - 2001年3月にかけて『号外!!爆笑大問題』（札幌テレビ制作）にレギュラー出演。
  - これがきっかけで現在の夫、田中裕二と知り合い、後に結婚に至ったと語っている[2]。
  - 成城大学法学部法律学科を卒業。ゼミナールでは髙山佳奈子の指導を受ける。
- 2005年（平成17年）11月6日 - 『世界バリバリ★バリュー』で取材したIT関連企業ZEEL社長の尾関茂雄と結婚。
- 2006年（平成18年）4月 - 5月にかけて志村けん主宰の「志村けん一座」に出演。
  - 6月11日 - 挙式。
  - 12月1日 - 公式ブログを開設。
- 2007年（平成19年）1月 - ブログで妊娠の報告。
  - 6月 - ベジタブル&フルーツマイスターの資格を取得。
  - 6月18日 - 長女を出産。
- 2008年（平成20年） - 美ら島沖縄大使[3]及びクーピーアート親善大使[4]となる。2008年（平成20年度）から現在までの期間に就任している。
- 2010年（平成22年）10月22日 - ブログで第2子の妊娠を報告。
- 2011年（平成23年）1月25日 - 第2回「若者力大賞」にて世界中の若者に夢と希望を与える次世代のリーダーとして、栗城史多と共に若者力大賞を受賞[5]。
- 2011年（平成23年）3月23日 - 長男を出産。
- 2011年（平成23年）8月30日 - 尾関との離婚が明らかになる[6]。
- 2013年（平成25年）4月、ホリスティックビューティーアドバイザーの資格を取得。
- 2015年（平成27年）10月4日、以前より恋愛報道のあった[7]お笑いコンビ爆笑問題の田中裕二と再婚[8][9]。
- 2017年（平成29年）1月8日、ブログにて妊娠と初夏に誕生の予定を報告[10]。同年5月24日、前週に女児を出産していたことが判明[11]。

## 人物
愛玩動物飼養管理士2級資格・ベジタブル&フルーツマイスター資格所持。美ら島沖縄大使（2008年就任）・クーピーアート親善大使（2008年 - 就任）。
特技はクラシック・バレエ、料理、テトリス、山手線全駅を早口言葉で言う事。祖父は千葉県松戸市の寺社建築・仏具仏像製作メーカー「翠雲堂」の創業者で、父は同社社長。祖母は秋田県横手市金沢中野新町の出身。プロ野球読売ジャイアンツのファンで上田和明が好きだった。たかじんのそこまで言って委員会の準レギュラーであり、共演していた三宅久之からは孫娘のように可愛がられていた。

## 出演

### バラエティ

#### 現在
- あさパラ!（読売テレビ・準レギュラー）
- ビーバップ!ハイヒール（ABC・準レギュラー）
- たかじんのそこまで言って委員会→そこまで言って委員会NP（読売テレビ・準レギュラー、第1回より）
- あさイチ（NHK総合テレビ・不定期ゲスト）
- 趣味の園芸 やさいの時間（Eテレ・「もえのプランター菜園」担当）

#### 過去
- ロンドンハーツ（テレビ朝日・準レギュラー→不定期）
- 2時っチャオ!（月曜日→火曜日）（TBS・レギュラー）
- おもいッきりイイ!!テレビ（金曜日）（日本テレビ・レギュラー、出演時期は2007年10月 - 2008年3月）
- 世界バリバリ★バリュー（毎日放送・準レギュラー、結婚を機に降板）
- 今田耕司のシブヤ系うらりんご（フジテレビ・レギュラー）
- へなちょこパンチ（フジテレビ・レギュラー）
- 号外!!爆笑大問題（札幌テレビ・レギュラー、出演時期は2000年1月 - 2001年3月）
- イタリア語会話（NHK教育テレビ・レギュラー、出演時期は1999年4月 - 2003年3月）
- 嗚呼!バラ色の珍生!!（日本テレビ・レギュラー、出演時期は1999年10月 - 2001年3月）
- 速報!歌の大辞テン（日本テレビ･不定期出演）
- さんまのスーパーからくりTV（TBS・準レギュラー、出演期間は2001年頃）
- 吉本ばかな（日本テレビ・レギュラー、出演時期は1999年4月 - 2003年3月）
- ウチくる!?（フジテレビ・レギュラー、出演時期は1999年8月 - 9月）
- マチャミの全部いただき!!（中京テレビ・レギュラー、出演時期は1999年4月 - 6月）
- 特捜新人最前線（Music Japan TV・レギュラー、出演時期は2000年1月 - 8月）
- 峰竜太のホンの昼メシ前（日本テレビ・レギュラー、出演時期は2001年11月 - 2月）
- 未来☆遊園（BS-i・レギュラー、出演時期は2002年4月 - 9月）
- 50's High（BSジャパン・レギュラー、2004年4月 - 2005年3月）
- クイズヘキサゴンII（フジテレビ・準レギュラー）
- アッコにおまかせ（TBS、準レギュラー）
- アートエンターテインメント 迷宮美術館（NHK-BShi・準レギュラー）
- 総合診療医ドクターG（NHK-BShi、BS2・不定期）
- そこが知りたい 特捜!板東リサーチ（中部日本放送）
- 金曜オトナイト（2013年4月5日- 2015年3月27日、BSジャパン）
- ゴゴスマ -GO GO!Smile!-（CBC）
- 中居正広のニュースな会（テレビ朝日・不定期出演）
- 発見!タカトシランド（北海道文化放送）
  - 2023年10月20日 -「札幌芸術の森エリアでいいとこ探し!」
  - 2023年11月3日 -「豊平川エリアでいいとこ探し!」

### テレビドラマ
- サイバー美少女テロメア（1998年、テレビ朝日） - 島田ミチコ 役
- ソムリエ 第4話（1998年、フジテレビ） - 客 役
- 世にも奇妙な物語「マニュアル警察」（1999年、フジテレビ） - 婦警 役
- 君が教えてくれたこと（2000年、TBS）- 大野美咲 役
- 嫁はミツボシ。（2001年、TBS） - 佐々木遥香 役
- 世界で一番熱い夏（2001年、TBS） - 川合玲子 役
- 女子刑務所東三号棟3（2001年、TBS） - 岡崎知子 役
- メッセージ〜言葉が裏切っていく〜（2003年、読売テレビ） - 竹内歩 役
- 火曜サスペンス劇場「松原完治 お金ちょうだい致します」（2004年3月30日、日本テレビ） - 田村ルナ 役
- 水曜ミステリー9「旅行作家・茶屋次郎 千曲川殺人事件」（2005年6月1日、テレビ東京） - 江原小夜子 役
- 空飛ぶタイヤ（2009年、WOWOW） - 柚木妙子 役
- うぬぼれ刑事 第5話（2010年8月6日、TBS） - 大橋琴美 役
- 心はロンリー気持ちは「…」FINAL（2024年4月27日、フジテレビ）[13]

### ラジオ
現在
- ふんわり 月曜日（2023年4月 - 、NHKラジオ第1放送）
  - らじるラボ　月曜日（2022年10月 - 2023年3月）からスライド

過去
- オレたちやってま〜す 水曜日（1999年10月 - 2000年3月、MBSラジオ）
- オレたちやってま〜す 金曜日（1999年10月 - 2001年3月、MBSラジオ）

### 映画
- ろくでなしBLUES'98（1998年） - 七瀬千秋役
- 銀のエンゼル（2004年）

### 舞台
- 志村けん一座（2006年）

### 吹き替え
- きかんしゃトーマス チャオ!とんでうたってディスカバリー!!（2020年） - ジーナ 役[14]

### CM
- ヤマザキ「中華まん」
- マルサン味噌「カップ赤だし」（1995年）
- ロッテ「チョコパイアイス」（1995年）
- ヤマダデンキ
- 日本マクドナルド「マックシェイク120円」（1996年）
- マスターフーズ「モルティーザーズ」（1996年）
- アトラス『女神異聞録ペルソナ』（園村麻希役）
- ライオン『ストッパ』
- カゴメ『野菜生活100』
- サントリー『体内きれい茶 ココカラ』
- マツモトキヨシ『何でもほしがるマミちゃん』
- 全国無洗米協会
- ラ・パルレ
- トヨタ自動車 『T-UP』
- NTTコミュニケーションズ 『マイラインプラス』
- イオナ インターナショナル『イオナ 化粧品』
- 東海漬物『きゅうりのキューちゃん』
- シャープ『日本一短いクイズSHOWシャープに答えて!』
- アップガレージ
- ソフト99コーポレーション『エアータッチ』
- 日本ハム『中華名菜』
- コーセーコスメポート『ヒアロチャージ』
- ダスキン『ダスキンレントオール』
- チヨダ
  - シュープラザ『靴の下取り2倍』編（2016年）
  - 東京靴流通センター『春の新生活フェア』（2017年）

## 書籍
- 『moe? - 山口もえ写真集』（ぶんか社、1998年9月、ISBN 4821122421）
- 『銀の法則 - 山口もえのデイトレライフ 』（あおば出版、2005年8月、ISBN 4873175526）
- 『山口もえのお野菜たっぷり!親子ごはん』（祥伝社、2010年10月、ISBN 978-4396820572 ）